# Tytthus balli
Tytthus balli är en insektsart som först beskrevs av Knight 1931.  Tytthus balli ingår i släktet Tytthus och familjen ängsskinnbaggar. Inga underarter finns listade i Catalogue of Life.